# Dmitri Nikolaïevitch Tchestnov
Dmitri Nikolaïevitch Tchestnov, en russe Дмитрий Николаевич Честнов, est un astronome russe.
Le Centre des planètes mineures le crédite sous le nom Chestnov (transcription anglophone) de la découverte de dix-huit astéroïdes, effectuée entre 2009 et 2010, toutes avec la collaboration de Artiom Olegovitch Novitchonok.
| (228165) Mezentsev | 26 septembre 2009 |
| (231649) Korotkiy  | 17 novembre 2009  |
| (274981) Petrsu    | 12 octobre 2009   |